# Ambasciatori del Württemberg nel Regno Unito
L'ambasciatore del Württemberg nel Regno Unito era il primo rappresentante diplomatico del Württemberg nel Regno Unito.
Le relazioni diplomatiche iniziarono ufficialmente nel 1814 e rimasero attive sino al 1840 quando la delegazione, troppo dispendiosa da mantenere come ambasciata, venne soppressa.

## Regno del Württemberg
- 1814–1816: Joseph Ignaz von Beroldingen (1780–1868)
- 1816–1821: August von Neuffer (1770–1822)
- 1821–1840: Karl August von Mandelsloh (1788–1852)

1840: Chiusura dell'ambasciata